# GPHA2
GPHA2 (англ. Glycoprotein hormone alpha 2) – білок, який кодується однойменним геном, розташованим у людей на короткому плечі 11-ї хромосоми. Довжина поліпептидного ланцюга білка становить 129 амінокислот, а молекулярна маса — 14 163.
| 10         |  | 20         |  | 30         |  | 40         |  | 50         |
| ---------- |  | ---------- |  | ---------- |  | ---------- |  | ---------- |
| MPMASPQTLV |  | LYLLVLAVTE |  | AWGQEAVIPG |  | CHLHPFNVTV |  | RSDRQGTCQG |
| SHVAQACVGH |  | CESSAFPSRY |  | SVLVASGYRH |  | NITSVSQCCT |  | ISGLKKVKVQ |
| LQCVGSRREE |  | LEIFTARACQ |  | CDMCRLSRY  |  |            |  |            |

A: Аланін

C: Цистеїн

D: Аспарагінова кислота

E: Глутамінова кислота

F: Фенілаланін

G: Гліцин

H: Гістидин

I: Ізолейцин

K: Лізин

L: Лейцин

M: Метіонін

N: Аспарагін

P: Пролін

Q: Глутамін

R: Аргінін

S: Серин

T: Треонін

V: Валін

W: Триптофан

Кодований геном білок за функцією належить до гормонів. 
Секретований назовні.